# リビア海軍艦艇一覧
リビア海軍艦艇一覧は、大リビア・アラブ社会主義人民ジャマーヒリーヤ国海軍が過去保有した、または現在保有する、または将来保有する予定の、未完成・計画中止を含めた歴代艦艇一覧である。
凡例

## 現有勢力（2024年現在）
- 国防予算：不詳[1]
- 海軍人員：不詳[1]
- 艦船隻数：9隻（排水量20t以上）[1]

フリゲート×1
ミサイル艇×1
哨戒艇×1
戦車揚陸艦×2
測量艇×1
- コースト・ガード：船艇14隻[1]

## 艦艇一覧（近代海軍）

### 水上戦闘艦

#### フリゲート
- ダット・アサワリ(Dat Assawari)『ヴォスパー・ソーニクロフトMk.7型』 - 1隻
- ソ『コニ型』 - 2隻

Al Hani、Al Ghardabia

#### コルベット
- トブルク(Tobruk)『ヴォスパーMk.1型』 - 1隻
- 『フィンカンティエリ550型』 - 4隻

### 潜水艦

#### 通常動力型潜水艦
- ソ『フォックストロット型』 - 6隻

### 両用戦艦艇

#### 揚陸艦艇
戦車揚陸艦
- イブン・オウフ級 - 2隻

イブン・オウフ(Ibn Ouf)、イブン・ハリサ(Ibn Haritha)